# دور برگردان (فیلم ۲۰۱۸)
دور برگردان (به انگلیسی: U Turn) فیلمی هندی محصول سال ۲۰۱۸ و به کارگردانی پاوان کومار است. در این فیلم بازیگرانی همچون سامانتا روت پرابو، آدی پینستی، راهول راویندران، بومیکا چاولا و چاتراپاتی شیکهار ایفای نقش کرده‌اند.